# Alboreá
Die Alboreá ist eine musikalische Form, ein Palo des Flamenco. Das Wort Alboreá ist die andalusische Form der spanischen Alborada, Morgenlied.

## Geschichte und Kultur
Die Alboreá ist Teil der traditionellen Hochzeitsrituale der südspanischen Gitanos. Die älteste bekannte schriftliche Erwähnung findet sich im 1855 erschienenen Buch von Vicente Barrantes über Juan de Padilla.
Die Herkunft der Alboreá ist unklar. Eine Reihe von Mythen und Tabus ranken sich um sie. Sie solle nur anlässlich von Hochzeiten gesungen werden. Nur Kalé sollten an den schwelgerischen Hochzeitszeremonien teilnehmen und demzufolge auch die Alboreá hören dürfen. Wer sie außerhalb ihrer Bestimmung aufführe oder höre, über den schütte das Unglück sein Füllhorn aus.
Rafael Lafuente und Hipólito Rossy schrieben, dass sie gleichwohl von den Gitanos adaptiert und nicht deren genuine Entwicklung sei. Es gebe eine Reihe von Alboradas in kastilischem Spanisch, ohne Caló-Wörter. Die Alboreá sei eindeutig spanischer Herkunft.
Mitte des 19. Jahrhunderts, in der ersten Blütezeit des Flamenco, begannen die Gitanos, die Alboreá dem Charakter des Flamenco anzupassen. Sie setzten sie mit Tänzen – Zambras – in Szene und sangen und begleiteten sie im Rhythmus der Soleá por Bulerías, des Jaleo oder des Tango flamenco.

## Merkmale
Die Alboreá aus dem östlichen Andalusien, aus Granada, aus Málaga, aus Jaén und aus Córdoba, wird syllabisch vorgetragen, das heißt mit einer Note je Sprechsilbe. Im Gegensatz dazu herrscht im westlichen Teil Andalusiens die melismatische Vortragsweise vor, die auch in anderen Palos des Flamencos üblich ist. Die Strophen bestehen meist aus vier Versen mit je sieben Silben, mit einem dreizeiligen Refrain. Mitunter werden auch Verse der Seguiriya verwendet.